# Cattleya alagoensis
Cattleya alagoensis je druh orchideje z bývalého rodu Sophronitis. Byl popsán v roce 2003 jako Sophronitis alagoensis a později spolu s ostatními druhy tohoto rodu přeřazen do široce pojatého rodu Cattleya. Je blízce příbuzný s druhem Cattleya cernua (syn. Sophronitis cernua) a v některých zdrojích uváděn jen jako jeho poddruh.

## Popis
Cattleya alagoensis je drobná epifytní orchidej a nejmenší druh katleje z bývalého rodu Sophronitis. Tvoří 2 až 4 červené květy, které jsou asi 1 cm velké. Listy jsou široce eliptické. Pahlízy jsou kulovité až vejčité. Celá rostlina je velmi sukulentní. Kvete na přelomu zimy a jara. V kultuře je tento druh poměrně vzácný. 

## Rozšíření
V přírodě obývá stát v Brazílii Alagoas. Roste v nadmořských výškách 150 až 850 m nad mořem. 